# Paraeuchaeta subtilirostris
Paraeuchaeta subtilirostris is een eenoogkreeftjessoort uit de familie van de Euchaetidae. De wetenschappelijke naam van de soort is voor het eerst geldig gepubliceerd in 1971 door Heptner.